# Ladera Heights
Ladera Heights es un lugar designado por el censo ubicado en el condado de Los Ángeles en el estado estadounidense de California. En el año 2000 tenía una población de 6.568 habitantes y una densidad poblacional de 861.3 personas por km².